# 黄带海猪鱼
黄带海猪鱼（学名：Halichoeres pelicieri），又名柳冷仔、派氏海豬魚、派氏儒艮鯛，为輻鰭魚綱鱸形目隆頭魚亞目隆頭魚科海豬魚屬下的一个种，分布於西印度洋的模里西斯及南非海域，棲息深度可達20公尺，體長可達4.9公分，棲息在礁石區，生活習性不明。